# Ytre Sandsværs kommun
Ytre Sandsværs kommun (norska: Ytre Sandsvær kommune) var en kommun i Buskerud fylke i sydöstra Norge. Kommunen omfattade den sydöstra delen av nuvarande Kongsbergs kommun. Tätorten Hvittingfoss utgjorde kommunens centralort.

## Administrativ historik
Ytre Sandsværs kommun upprättades den 1 januari 1908 när den dåvarande kommunen Sandsvær delades i två och de båda kommunerna Ytre Sandsvær respektive Øvre Sandsvær bildades. Kommunen hade 3 245 invånare vid upprättandet.
Den 1 januari 1964 gick Ytre Sandsværs kommun, tillsammans med Øvre Sandsværs kommun och delar av kommunerna Flesberg och Gransherad, upp i Kongsbergs kommun. Kommunens hade då 3 140  invånare.